# سپاه قمر بنی‌هاشم چهارمحال و بختیاری

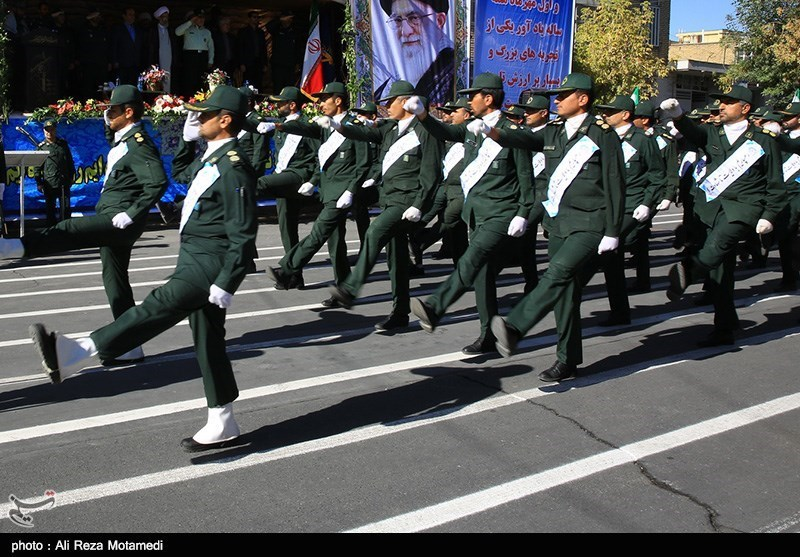
رژه نیروهای سپاه قمر چهارمحال و بختیاری به‌مناسبت سالگرد جنگ ایران و عراق در سال ۱۳۹۵، شهرکرد

سپاه قمر بنی‌هاشم چهارمحال و بختیاری یگان نظامی-امنیتی و از سپاه‌های استانی زیرمجموعه سپاه پاسداران انقلاب اسلامی است، که ستاد فرماندهی آن در شهر شهرکرد مستقر می‌باشد و وظیفه فرماندهی و کنترل کلیه یگان‌های سپاه و بسیج مستقر در استان چهارمحال و بختیاری را برعهده دارد. مهم‌ترین یگان‌های زیرمجموعه این سپاه، تیپ ۴۴ قمر بنی‌هاشم از نیروی زمینی سپاه و ۱۱ سپاه ناحیه‌ای (نواحی بسیج شهرستان‌های استان) همچون سپاه شهرکرد، سپاه فارسان، سپاه بروجن، سپاه لردگان و سپاه کوهرنگ می‌باشند. در حال حاضر سرتیپ‌دوم پاسدار علی افضلی فرماندهی سپاه قمر بنی‌هاشم چهارمحال و بختیاری را برعهده دارد و سرتیپ‌دوم پاسدار علی افضلی به‌عنوان جانشین فرمانده این سپاه فعالیت می‌کند.